# カルロス・セイシャス

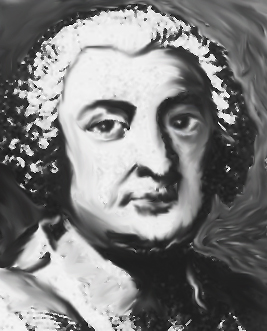
カルロス・セイシャス

カルロス・デ・セイシャスあるいはカルロス・セイシャス（Jose Antonio Carlos de Seixas,  1704年6月11日 コインブラ - 1742年8月25日 リスボン）はポルトガルの作曲家。
教会オルガニストのフランシスコ・ヴァズの息子。1718年、14歳のとき、父親の後任オルガニストとしてリスボンに移り、同地でドメニコ・スカルラッティにチェンバロを学ぶ。その後に宮廷礼拝堂のオルガニストならびに宮廷作曲家に就任。1738年にジョアン5世より騎士の称号を得る。
セイシャスの作品のほとんどは、1755年にリスボン大地震により失われたため、3つの管弦楽曲と、約100曲のチェンバロ・ソナタに加えて、一握りの典礼音楽が残されたにすぎない。セイシャスの典礼音楽は、器楽曲とくらべると、より保守的に書かれている。